# Atletica leggera ai Giochi della XIV Olimpiade - Salto in lungo femminile
La competizione della salto in lungo femminile di atletica leggera ai Giochi della XIV Olimpiade si è disputata il giorno 4 agosto 1948 allo Stadio di Wembley a Londra

## L'eccellenza mondiale
| Primatista mondiale       | 6,25 1943 | Fanny Blankers-Koen | Non iscritta |
| Camp.ssa europea 1946     | 5,67      | Gerda Koudijs       | Presente     |
| Primatista stagionale     | 5,99      | Olga Gyarmati       | Presente     |
| Vincitrice dei Trials USA | 5,60      | Emma Reed           | Presente     |

1. ↑  Il 29 maggio.

## Risultati

### Turno eliminatorio
Qualificazione5,30 m
Dieci atlete ottengono la misura richiesta. Ad esse sono aggiunti i due salti a 5,29.

| Pos. | Atleta                     | Nazione       | Misura |
| ---- | -------------------------- | ------------- | ------ |
| 1    | Yvonne Chabot-Curtet       | Francia       | 5,640  |
| 2    | Kathleen Russell           | Giamaica      | 5,610  |
| 3    | Noemí Simonetto            | Argentina     | 5,560  |
| 4    | Ann-Britt Leyman           | Svezia        | 5,470  |
| 5    | Gerda van der Kade-Koudijs | Paesi Bassi   | 5,440  |
| 6    | Vinton Beckett             | Giamaica      | 5,435  |
| 7    | Olga Gyarmati              | Ungheria      | 5,430  |
| 8    | Neeltje Karelse            | Paesi Bassi   | 5,360  |
| 9    | Maria Oberbreyer-Trösch    | Austria       | 5,350  |
| 10   | Ilse Steinegger            | Austria       | 5,300  |
| 11   | Judith Lilian Canty        | Australia     | 5,290  |
| 11   | Emma Reed                  | Stati Uniti   | 5,290  |
| 13   | Kaisa Parviainen           | Finlandia     | 5,270  |
| 14   | Silvana Pierucci           | Italia        | 5,235  |
| 15   | Phyllis Lightbourn-Jones   | Bermuda       | 5,230  |
| 16   | Elaine Silburn             | Canada        | 5,220  |
| 17   | Henryka Słomczewska-Nowak  | Polonia       | 5,180  |
| 17   | Jean Walraven              | Stati Uniti   | 5,180  |
| 19   | Margaret Erskine           | Gran Bretagna | 5,140  |
| 20   | Lorna Lee                  | Gran Bretagna | 5,120  |
| 20   | Gertrudes Morg             | Brasile       | 5,120  |
| 22   | June Maston                | Australia     | 5,060  |
| 23   | Joan Shepherd              | Gran Bretagna | 5,005  |
| 24   | Marguerite Martel          | Francia       | 4,950  |
| 25   | Milena Ludwig              | Lussemburgo   | 4,505  |
| -    | Lillian Young              | Stati Uniti   | NM     |

### Finale
Il miglior salto delle qualificazioni è della francese Yvonne Chabot-Curtet con 5,64. È il primo record olimpico della specialità.

In finale la Chabot-Curtet non si ripete; vince Olga Gyarmati all'ultimo salto, prendendosi anche il record olimpico.
| Pos.    | Atleta                     | Età | Nazione     | Misura |
| ------- | -------------------------- | --- | ----------- | ------ |
| Oro     | Olga Gyarmati              | 23  | Ungheria    | 5,695  |
| Argento | Noemí Simonetto            | 22  | Argentina   | 5,600  |
| Bronzo  | Ann-Britt Leyman           | 26  | Svezia      | 5,575  |
| 4       | Gerda van der Kade-Koudijs | 24  | Paesi Bassi | 5,570  |
| 5       | Neeltje Karelse            | 22  | Paesi Bassi | 5,545  |
| 6       | Kathleen Russell           | 20  | Giamaica    | 5,495  |
| 7       | Judith Lilian Canty        | 16  | Australia   | 5,380  |
| 8       | Yvonne Chabot-Curtet       | 28  | Francia     | 5,350  |
| 9       | Maria Oberbreyer-Trösch    | 26  | Austria     | 5,240  |
| 10      | Ilse Steinegger            | 22  | Austria     | 5,195  |
| 11      | Vinton Beckett             | 25  | Giamaica    | 5,145  |
| 12      | Emma Reed                  | 23  | Stati Uniti | 4,845  |

Noëmi Simonetto de Portela è stata l'unica donna argentina a vincere una medaglia olimpica nell'atletica nel XX secolo.